# Rhodospingus cruentus
El soldadito carmesí (Rhodospingus cruentus), también denominado pinzón carmesí (en Ecuador y Colombia), pinzón de pecho carmesí (en Perú), pinzón pechicarmesí (en Ecuador) o chimbito carmesí, es una especie de ave paseriforme de la familia Thraupidae, la única perteneciente al género Rhodospingus. Es nativo del noroeste de América del Sur.

## Distribución y hábitat
Se encuentra únicamente desde el noroeste de Ecuador (oeste de Esmeraldas) hasta el extremo noroccidental de Perú (Piura).
Esta especie es considerada local y estacionalmente común en su hábitat natural: los arbustales y bosques bajos, especialmente donde prevalecen pastizales altos, hasta los 900 m de altitud.

## Descripción
Mide 11 cm de longitud. Presenta un marcado dimorfismo sexual, siendo los machos negruzcos en las partes superiores con una mancha de color rojo carmesí en el píleo, y tienen las partes inferiores también rojas que se tornan anaranjadas hacia el vientre. Su zona infracaudal es amarilla. Mientas que las hembras tienen las partes superiores de tonos pardo grisáceos y las inferiores anteado amarillentos. 

## Sistemática

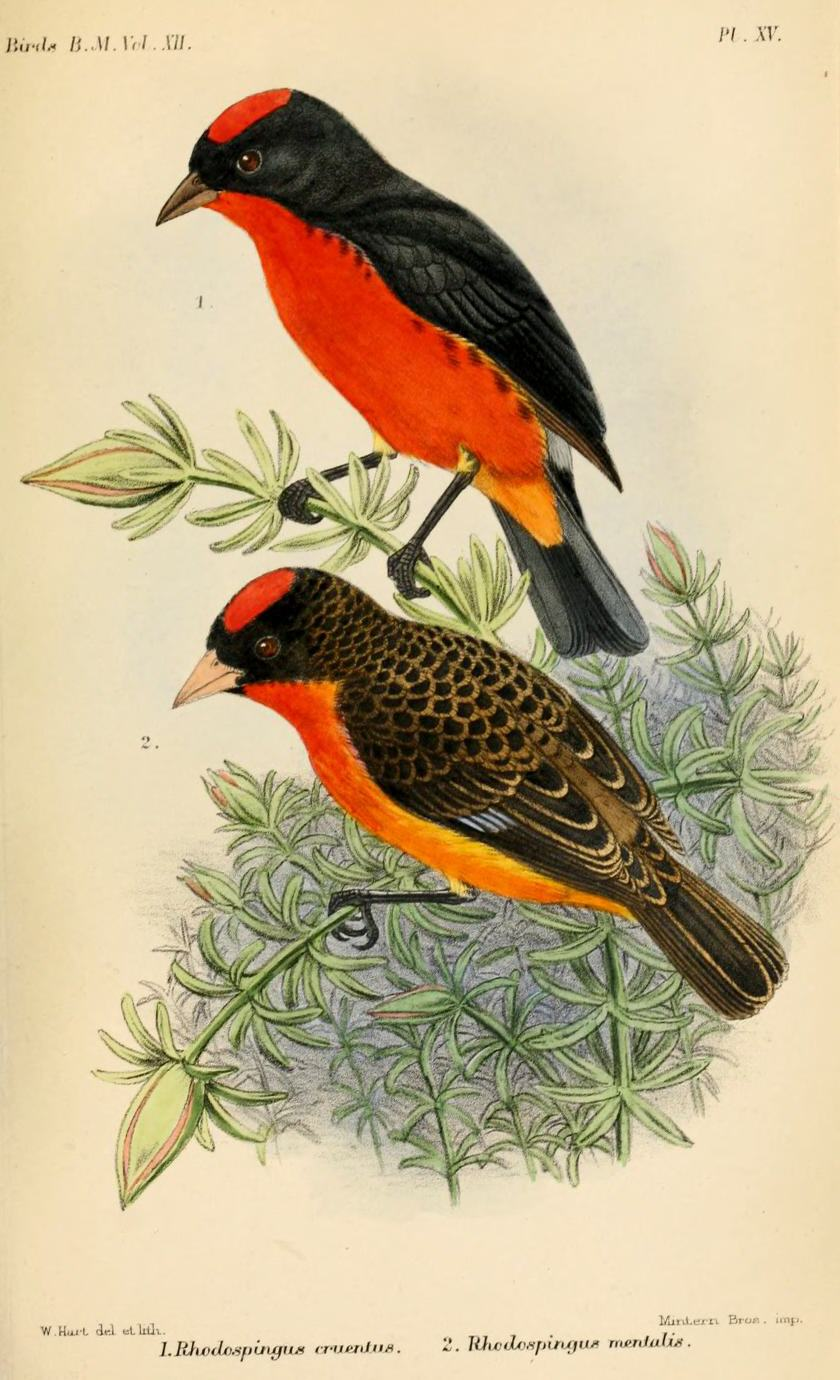
Rhodospingus cruentus y Rhodospingus mentalis (variación de cruentus), ilustración de William Matthew Hart en Catalogue of the birds in the British Museum, 1888.

### Descripción original
La especie R. cruentus fue descrita por primera vez por el ornitólogo francés René Primevère Lesson en 1844 bajo el nombre científico Tiaris cruentus; su localidad tipo es: «Guayaquil, Ecuador».
El género Rhodospingus fue propuesto por el ornitólogo británico Richard Bowdler Sharpe en 1888.

### Etimología
El nombre genérico masculino Rhodospingus se compone de las palabras del griego «rhodon»: rosa, y «σπιγγος spingos» que es el nombre común del ‘pinzón vulgar’; y el nombre de la especie «cruentus» del latín que significa ‘sangriento’.

### Taxonomía
La presente especie estuvo anteriormente incluido en la familia Emberizidae, pero fue transferido para Thraupidae, junto a numerosos otros géneros, siguiendo la aprobación de la Propuesta N° 512 al Comité de Clasificación de Sudamérica (SACC) en noviembre de 2011, con base en diversos y robustos estudios genéticos.
Los amplios estudios filogenéticos de Burns et al. (2014) encontraron que la presente especie es próxima de Tachyphonus delatrii  en un clado junto a Tachyphonus surinamus, Lanio y Coryphospingus, en una subfamilia Tachyphoninae. Es monotípica.